# 한국장기 최고수전
한국장기 최고수전(韓國將棋 最高手戰)은 2004년에 개최했었던 장기 기전이다.

## 대회 결과
- 우승 : 김경중
- 준우승 : 김동학